# Riforma radicale
Con Riforma radicale si intende il movimento iniziato nel XVI secolo come reazione alla pretesa corruzione che avrebbe afflitto la Chiesa cattolica e che considerava la Riforma magistrale protestante, guidata da Martin Lutero e da molti altri, avesse un approccio troppo mite. Partendo dalla Germania e dalla Svizzera, la Riforma radicale ha dato vita a molti gruppi in tutta Europa; tra questi quelli guidati da Thomas Müntzer e Andreas Karlstadt, i profeti di Zwickau e i gruppi anabattisti come gli hutteriti e i mennoniti.
In Germania, Svizzera e Austria, la maggioranza della popolazione simpatizzò con la Riforma radicale, nonostante questi gruppi fossero soggetti a violente persecuzioni.

## Storia
Sull'onda delle tesi luterane, nell'Impero germanico iniziarono ad affermarsi alcuni movimenti maggiormente radicali. Già verso la fine del 1521 a Wittenberg, alcuni luterani, come Andrea Carlostadio e Gabriel Zwilling, dettero vita ad una Riforma dai caratteri più estremi arrivando a cambiare la forma della Messa, a distribuire l'eucaristia "nelle due specie" (communio sub utraque specie) e a predicare teorie iconoclaste. I violenti scontri che seguirono obbligarono lo stesso Lutero a fare immediato ritorno in città per richiamare all'ordine e alla pace. Carlostadio fu tra i seguaci di Lutero quello che più da lui si distaccò abbracciando posizioni maggiormente radicali, come la proibizione della musica e dell'arte in chiesa, l'accettazione del matrimonio per il clero, il respingimento del battesimo dei bambini e, forse più importante, la negazione della presenza reale di Cristo nell'Eucaristia.

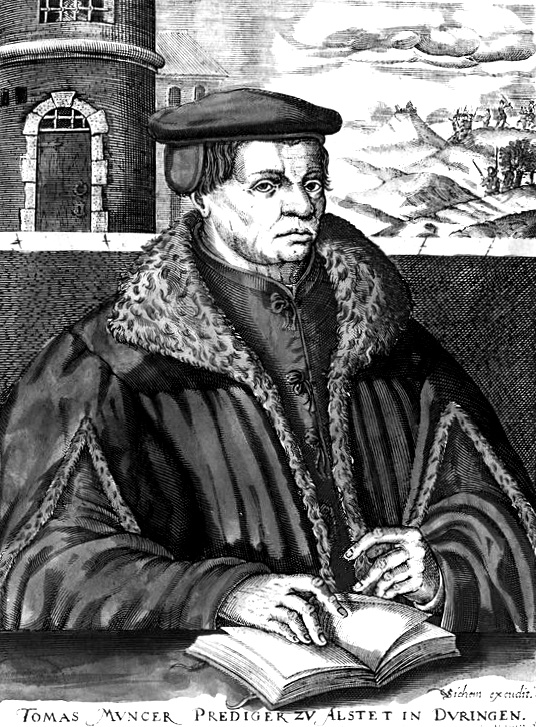
Il pastore protestante Thomas Müntzer, di indole rivoluzionaria e molto attento agli aspetti sociale della Riforma, fu uno dei capi dei ribelli nella guerra dei contadini tedeschi

Nicolas Storch, un tessitore di Zwickau, aveva iniziato a predicare a seguito di presunte visioni, secondo le quali egli sarebbe stato destinato a combattere la corruzione della Chiesa cattolica raccogliendo un gruppo di seguaci, noti poi come "Profeti di Zwickau". Essi sostenevano la comunione dei beni, la cura dei poveri, l'espropriazione dei monasteri e delle abbazie e, all'occorrenza, la resistenza allo strapotere dei principi; inoltre, rifiutavano il battesimo dei bambini. Le idee di Storch ebbero una grande influenza sul sacerdote Thomas Müntzer che in seguito i dedicherà ad un'intensa attività di propaganda. Inizialmente, Müntzer fu un ammiratore anche di Lutero, ma poi se ne distaccherà in quanto giudicava il riformatore agostiniano troppo debole nei confronti dei principi e distante dai bisogni del popolo; inoltre contestava la teoria della giustificazione luterana che accusava di distogliere gli uomini dall'obbedire ai comandamenti di Dio. Quando nel 1524 scoppiò la rivolta dei contadini, Müntzer si schierò subito dalla parte dei rivoltosi, mentre Lutero condannò l'insurrezione asserendo che «nessuna giustificazione legittimava la rivolta contro l'autorità costituita» e invitando pubblicamente con un opuscolo i Principi a soffocare nel sangue la sommossa. Questa evoluzione di Lutero è sintomo di uno smarrimento del riformatore: di fronte all'anarchia e al caos che si stavano diffondendo in Germania, era assolutamente necessario trovare un principio su cui fondare ordine e stabilità; avendo eliminato il papa e la gerarchia, non restava che lo Stato che potesse dare appoggio alla nuova chiesa fondata da Lutero. La dura repressione che ne seguì portò alla condanna a morte di Müntzer nel 1525.
Gran parte delle idee dei profeti di Zwickau vennero assorbite dagli anabattisti, sorti in Svizzera nel 1525 tra alcuni gruppi di teologi in contrasto con Ulrico Zwingli. Il nome, coniato dai loro nemici (tra essi si chiamavano "Fratelli in Cristo"), derivava dal rifiuto del battesimo dei neonati, un battesimo ricevuto per volontà altrui e per interposta persona. Inoltre, contestavano la transustanziazione, accettavano la poligamia, consideravano il servizio militare e la proprietà privata in contrasto con il messaggio evangelico. Tali connotati sovversivi e radicali causò al movimento pesanti persecuzioni da parte delle autorità civili e religiose. Fu grazie a riformatore Menno Simons che gli anabattisti olandesi poterono sopravvivere ai tentativi di soppressione; egli gli riorganizzò nella Chiesa mennonita, una comunità che si differenziava dagli anabattisti per seguire il principio di non violenza e resistenza passiva, cosa che gli permise di godere di una certa tolleranza. In Moravia dagli anabattisti ebbero origine gli Hutteriti, dal nome del predicatore itinerante Jakob Hutter arso vivo a Innsbruck nel 1536. Come alcune comunità anabattiste, anche quelle hutterite si basarono sul principio della comunanza dei beni, ma questo non venne imposto, ma adottato su basi volontarie da tutti i membri.